# Дежурный папа
«Дежурный папа» (англ. Daddy Day Care) — американская кинокомедия режиссёра Стива Карра. Премьера состоялась 9 мая 2003 г. Сиквел фильма — «Дежурный папа: Летний лагерь» (главную роль сыграл Кьюба Гудинг) — вышел в 2007 году.

## Сюжет
Друзья Чарли (Эдди Мерфи) и Фил (Джефф Гарлин) работают в крупной компании. Их отдел внезапно сокращают. Пока Чарли и Фил ищут новую работу, их жёны вынуждены устроиться на работу, а Чарли и Фил сидят с сыновьями. В районе, где живут герои, нет мест в хороших детских садах. Друзьям в голову приходит идея, как совместить уход за сыновьями и заработок — открыть детский сад. Их «Папин Детский Сад» быстро завоевал популярность в районе и даже составил конкуренцию престижному детскому саду «Чапман».

## В ролях
- Эдди Мерфи — Чарли Хинтон
- Джефф Гарлин — Фил Райерсон
- Стив Зан — Марвин
- Реджина Кинг — Ким Хинтон
- Анжелика Хьюстон — Мисс Хэрридан
- Лейси Шабер — Дженни
- Кевин Нилон — Брюс
- Джонатан Кац — Дэн Кубиц
- Шэйн Баумель — Криспин
- Макс Буркхолдер — Макс Райерсон
- Джимми Беннетт — Флэш/Тони
- Лейла Арсиери — Келли
- Хамани Гриффин — Бен Хинтон
- Эль Фэннинг — Джеми
- Хейли Ноэль Джонсон — Бекка
- Шивон Фаллон Хоган — Пегги
- Уоллес Лэнгэм — Джим Филдс
- Лиза Эдельштейн — Мама Криспина
- Андре Гэйл
- Кеннеди МакКалло — Дженни
- Cheap Trick
- Мишель Крусик — учительница английского языка

## Производство
Фильм снимался в Калифорнии (США).

## Критика
Фильм получил преимущественно отрицательные отзывы. Рецензия-опрос веб-сайта Rotten Tomatoes показала, что 28 % респондентов дали положительный отзыв о фильме.